# سوئیچیرو تویودا
سوئیچیرو تویودا (انگلیسی: Shoichiro Toyoda؛ (زادهٔ ۱۷ فوریهٔ ۱۹۲۵ و درگذشت ۱۴ فوریهٔ ۲۰۲۳ (۹۷ سال)) کارآفرین و مهندس اهل ژاپن بود، که در فاصله سالهای ۱۹۹۴ تا ۱۹۹۸ ریاست هیئت مدیره شرکت خودروسازی تویوتا را برعهده داشت. وی مؤسس شرکت لکسوس نیز بود. پسر وی آکیو تویودا هم‌اکنون مدیرعاملی تویوتا را برعهده دارد.